# Эшер, Джейкоб
Джейкоб Готтшалк Эшер (англ. Jacob Gottschalk Ascher; 18 февраля 1841, Плимут — 12 октября 1912, Нью-Йорк) — британско-канадский шахматист еврейского происхождения.

## Биография
Родился в семье Айзека Готтшалка Эшера. Его старший брат Исидор Гордон Готтшалк Эшер был известным в Канаде писателем и поэтом.
Дважды выигрывал чемпионат Канады (1878 и 1883 гг.). Был секретарем Монреальского шахматного клуба, президентом клуба «Монреальский шахматный диван», членом управляющего комитета Канадской шахматной федерации.
Также был известен как шахматный журналист. Вел отдел в монреальском журнале «New Dominion Monthly». Был редактором газеты «Montreal Star».
Занимался общественной деятельностью. Был президентом Ассоциации еврейской молодежи Монреаля (Young Men's Hebrew Association of Montreal), первой благотворительной еврейской организации в Канаде.